# Distaplia rosea
Distaplia rosea är en sjöpungsart som beskrevs av Della Valle 1881. Distaplia rosea ingår i släktet Distaplia och familjen Holozoidae. Inga underarter finns listade i Catalogue of Life.